# Kaira hiteae
Kaira hiteae là một loài nhện trong họ Araneidae.
Loài này thuộc chi Kaira. Kaira hiteae được Herbert Walter Levi miêu tả năm 1977.